# Ed McCaffrey
Ed McCaffrey (* 17. August 1968 in Waynesboro, Virginia) ist ein US-amerikanischer Footballtrainer und ehemaliger -spieler.

## Leben
McCaffrey spielte als Schüler an der Allentown Central Catholic High School (US-Bundesstaat Pennsylvania) American Football, Basketball und Baseball. Auf Hochschulebene entschied er sich für den Footballsport und gehörte als Wide Receiver von 1986 bis 1990 zur Mannschaft der Stanford University. Die New York Giants sicherten sich beim Draftverfahren der NFL im Jahr 1991 die Rechte an dem 1,95 Meter messenden McCaffrey.
McCaffrey spielte 13 Jahre in der NFL: 1991 bis 1993 in New York, 1994 bei den San Francisco 49ers sowie von 1995 bis 2003 bei den Denver Broncos. 1994 gewann er den Super Bowl mit San Francisco, 1997 und 1998 mit Denver.
Von 2012 bis 2017 kommentierte McCaffrey für den Hörfunksender 850 KOA die Spiele der Denver Broncos, 2017 trat er das Amt des Cheftrainers der Valor Christian High School in Highlands Ranch (Bundesstaat Colorado) an und hatte dieses bis 2019 inne. Im Dezember 2019 wurde er als neuer Cheftrainer der Footballmannschaft der University of Northern Colorado vorgestellt.

### Familie
Seine Ehefrau Lisa (geborene Sime) spielte Fußball an der Stanford University, McCaffreys Schwiegervater Dave Sime war Leichtathlet und 1960 bei den Olympischen Sommerspielen Silbermedaillengewinner über 100 Meter.
Die Söhne Max, Christian, Dylan und Luke wurden allesamt Leistungsfootballspieler.
McCaffreys Bruder Billy spielte berufsmäßig Basketball.